# 송정동 (해운대구)
송정동(松亭洞)은 부산광역시 해운대구의 법정동이자 행정동이다.

## 개요
1963년 1월 1일 부산시가 직할시로 승격될 당시, 동래군 기장면 송정리가 편입되고 1966년 송정동이 되었다. 한국의 동해에서 가장 남쪽의 해수욕장인 송정해수욕장이 있다. 

## 같이 보기
- 송정해수욕장
- 부산광역시 강서구 송정동(松亭洞)